# Lenkstein
Lenkstein (wł. Sasso Lungo) to szczyt w grupie Rieserfernergruppe, w Wysokich Taurach w Alpach Wschodnich. Leży na granicy między Włochami (Tyrol Południowy), a Austrią (Tyrol Wschodni). Ze szczytu widać między innymi Hochgall, Schneebiger Nock, Alpy Zillertalskie Grossglockner oraz Gross Venediger.